# Старий Гжибув
Старий Гжибув (пол. Stary Grzybów) — село в Польщі, у гміні Стомпоркув Конецького повіту Свентокшиського воєводства.
У 1975-1998 роках село належало до Келецького воєводства.